# کوه ترافالگار
کوه ترافالگار (به لاتین: Mount Trafalgar) یک کوه در پاپوآ گینه نو است که در استان اورو واقع شده‌است.